# Сунгари
До 1999 года также существовал округ Сунхуацзян, ныне — в составе города Харбин.
Су́нгари или Сунгари́ (маньчж. ᠰᡠᠩᡤᠠᡵᡳ
ᡠᠯᠠ sunggari ula), также Сунхуацзя́н (кит. 松花江) — река на северо-востоке Китая, самый крупный приток Амура по водности, впадает в него справа по течению. Река Сунгари протекает по территории провинций Гирин и Хэйлунцзян; на ней находятся города Гирин, Харбин, Цзямусы. Сток реки зарегулирован гидроэлектростанциями.

## Этимология
По оценке В. А. Никонова, происхождение гидронима предположительно из тунгусо-маньчжурских языков со значением «молочная», за мутный цвет воды от размываемого лёсса, но эта версия нуждается в критическом исследовании.

## География

Бассейн Амура

Верховья Сунгари — в горах Чанбайшань близ корейской границы, недалеко от их главной вершины, вулканической горы Пэктусан. Один из её притоков начинается в знаменитом озере Чхонджи, находящемся в кальдере Пэктусана. В нижнем течении Сунгари протекает по Маньчжурской равнине с исключительно ровным рельефом, что приводит к большой извилистости и изменчивости русла этой реки.
Река Сунгари является географической границей, разделяющей на территории КНР ареалы двух видов хвостатых земноводных S. tridactyla (schrenckii) и S. keyserlingii (сибирский углозуб).

## Притоки

### Левые
- Иньмахэ
- Хойфахэ
- Нэньцзян
- Хуланьхэ
- Танванхэ
- Шаолинхэ
- Чалиньхэ

### Правые
- Муданьцзян
- Лалиньхэ
- Маихэ (Маяньхэ)
- Ашихэ

## История
В начале XV века по Сунгари в Амур спускались из Цзилиня флоты евнуха Ишихи.
В 1650-х годах, в связи с действиями отряда Онуфрия Степанова Кузнеца, принудительно облагавшего ясаком местные племена, платившие дань империи Цин, цинские власти отселили население нижнесунгарийских аймаков в район Нингуты (совр. Нинъань) и в устье реки осталась только лишь укрепленная деревня аймака Суань — Нельба (Ниэрбо китайских и Ёрболь корейских источников) — родина цинского полководца Шархуды, имевшего с 1653 года ставку в Нингуте. В результате деятельности Шархуды на берегах Сунгари возник город Гирин (тогда — просто Чуаньчжан, то есть «Верфи», так как в этом месте маньчжуры строили свои боевые корабли для сражения с русскими казаками). Позднее в него была перенесена из Нингуты резиденция цзянцзюня.
В 1860-х годах, пароход «Уссури» стал первым пароходом, поднявшимся по Сунгари. В конце XIX века на реке действовала Российская речная торговая экспедиция.
С 1949 по 1988 годы отрезок Сунгари от истока до впадения в неё реки Нэньцзян в Китае официально назывался «Вторая река Сунгари», иногда это название можно встретить и поныне.

## Происшествия
13 ноября 2005 года в китайской провинции Цзилинь произошла серия взрывов на химической фабрике, в результате которых в реку Сунгари вылилось около 100 тонн вредных веществ (в основном, бензола и нитробензола). Образовавшееся бензольное пятно поплыло вниз по реке. Сначала ожидалось, что будет нанесён катастрофический ущерб природе всего региона, вплоть до Охотского моря, однако последствия оказались скромнее.
16 декабря 2005 года это бензольное пятно проплыло по Сунгари и достигло Амура. Последний раз наличие нитробензола было зафиксировано в Амуре 21 января 2006 года в районе села Богородское Ульчского района Хабаровского края, причём на минимальном уровне. Предполагается, что часть вредных веществ осела во льду, а также на дне двух рек, что надолго делает Сунгари и Амур неблагоприятными для рыболовства.
29 июля 2010 года вследствие наводнения в реку попало несколько тысяч бочек с взрывоопасными вредными химикалиями — триметилхлорсиланом, вызывающим сильные ожоги при соприкосновении с кожей.